# Dom przy ul. Grębałowskiej 11 w Warszawie
Dom przy ul. Grębałowskiej 11 w Warszawie – jednorodzinny budynek mieszkalny wybudowany w latach 30. XX wieku według projektu Romualda Millera. Obiekt znajdował się na warszawskich Starych Bielanach.

## Historia
Budynek został wzniesiony według projektu architekta Romualda Millera. Pierwszy z domów według tego projektu prezentowany był w 1932 roku na wystawie budowlano-mieszkaniowej Tani Dom Własny. Wzniesione wtedy domy dały początek osiedlu „Związkowiec”, zaś sam Romuald Miller za swój projekt nazwany wówczas domem nr 12 otrzymał nagrodę główną.
Od 2010 roku obiekt przy ul. Grębałowskiej 11 ujęty był w wojewódzkiej ewidencji zabytków, zaś od 2012 roku również w gminnej ewidencji zabytków.
6 września 2023 roku mazowiecki wojewódzki konserwator zabytków prof. Jakub Lewicki rozpoczął procedurę wpisu do rejestru zabytków dawnego terenu wystawy Tani Dom Własny wraz z terenem ograniczonym ulicami Barcicką, Twardowską, Cegłowską. W tym samym miesiącu ówczesny właściciel budynku rozpoczął rozbiórkę obiektu. Według obowiązujących przepisów rozpoczęcie procedury wpisu do rejestru zabytków uniemożliwia dokonywanie jakichkolwiek prac budowlanych. 25 września 2023 roku miejsce rozbiórki w asyście policji skontrolowali przedstawiciele MWKZ i zawiadomili Prokuraturę Rejonową Warszawa-Żoliborz o popełnieniu przestępstwa.